# Megan Dodds
Megan Dodds (Sacramento, 20 settembre 1970) è un'attrice statunitense, che nel 1998 interpretò una delle sorellastre nel film La leggenda di un amore - Cinderella al fianco di Drew Barrymore.
È sposata con il fotografo Oliver Pearce da cui ha avuto una figlia, Isabella.

## Filmografia

### Cinema
- La leggenda di un amore - Cinderella (1998)
- Urbania (2000)
- Bait - L'esca (2000)
- Crimini sul fiume Hudson (2000)
- Urbania, regia di Jon Shear (2000)
- Purpose (2002)
- Festival (2005)
- The Contract (2006)
- I segreti della mente (2010)

### Televisione
- Voci nella notte (Midnight Caller) – serie TV, 1 episodio (1990)
- Rat Pack - Da Hollywood a Washington (The Rat Pack), regia di Rob Cohen – film TV (1998)
- Sword of Honour, regia di Bill Anderson – film TV (2001)
- Love in a Cold Climate – miniserie TV (2001)
- Poirot (Agatha Christie's Poirot) – serie TV, episodio 9x04 (2004)
- Spooks – serie TV, 23 episodi (2002-2004)
- Malice Aforethought – film TV (2005)
- Viva Blackpool – film TV (2006)
- Not Going Out – serie TV, 6 episodi (2006)
- Hotel Babylon – serie TV, 1 episodio (2008)
- Dr. House - Medical Division (House, M.D.) – serie TV, episodi 6x01-6x02 (2009)
- CSI: NY – serie TV, 12 episodi (2012-2013)
- White Collar – serie TV, 1 episodio (2014)
- Houdini – miniserie TV (2014)

### Doppiaggio
- Psychic Detective - videogioco (1994)
- Slipp Jimmy fri (2006)

## Teatro
- La scuola della maldicenza (1995)
- Ancient History (1996)
- Popcorn (1997)
- Hamlet (1999)
- As You Like It (1999)
- Up for Grabs (2002)
- This Is How It Goes' (2005)
- My Name is Rachel Corrie (2005-2006)

## Doppiatrici italiani
- Giò Giò Rapattoni in Dr. House - Medical Division, White Collar
- Alessandra Korompay in CSI: NY
- Eleonora De Angelis in Houdini
- Giuppy Izzo in Rat Pack - Da Hollywood a Washington